# Berki aggófű
A berki aggófű (Senecio nemorensis) a fészkesvirágzatúak (Asterales) rendjébe és az őszirózsafélék (Asteraceae) családjába tartozó faj.
Egyéb nevei: ligeti aggófű, kárpáti aggófű, szaracén aggófű, patakparti aggófű, erdélyi tisztesfű.

## Előfordulása
A berki aggófű Közép-, Dél- és Kelet-Európa területein fordul elő. A kontinens északi részére, például Norvégiába betelepítették. Ázsiában, Törökországtól Japánig és a Kínai Köztársaságig fordul elő. Izlandon és Grönlandon is vannak őshonos állományai. A grönlandi és oroszországi előfordulásának köszönhetően, az Arktiszon is jelen van.

## Alfajai
- Senecio nemorensis subsp. apuanus (Tausch) Greuter
- Senecio nemorensis subsp. bulgaricus (Velen.) Greuter
- Senecio nemorensis subsp. glabratus (Herborg) Oberpr.

## Megjelenése
A berki aggófű 60-150 centiméter magas, évelő növény. Lándzsás vagy hosszúkás tojásdad levelei fonákjukon (legalább a középér mentén) szőrösek. A fészekvirágzatokat 5-8 nyelves és 14-20 csöves virág alkotja. A fészekpikkelyek harang alakban veszik körül a virágzatot.

## Életmódja
A berki aggófű nyirkos lomb- és hegyvidéki elegyes erdők, magaskórós társulások lakója. Laza, humuszos talajokon nő. 2000 méter magasságban is megtalálható.
A virágzási ideje július–szeptember között van.

## Képek

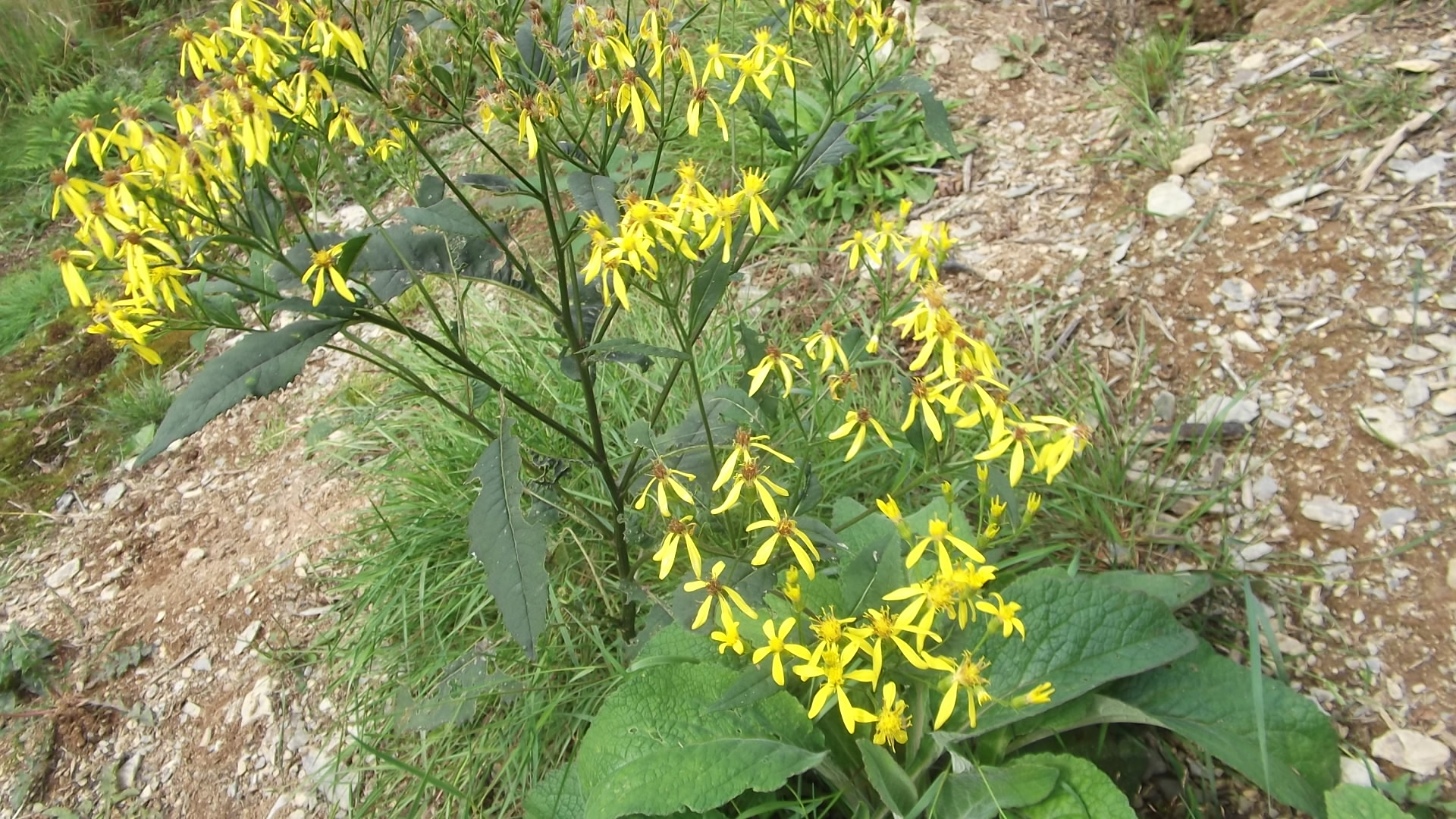
A természetes élőhelyén
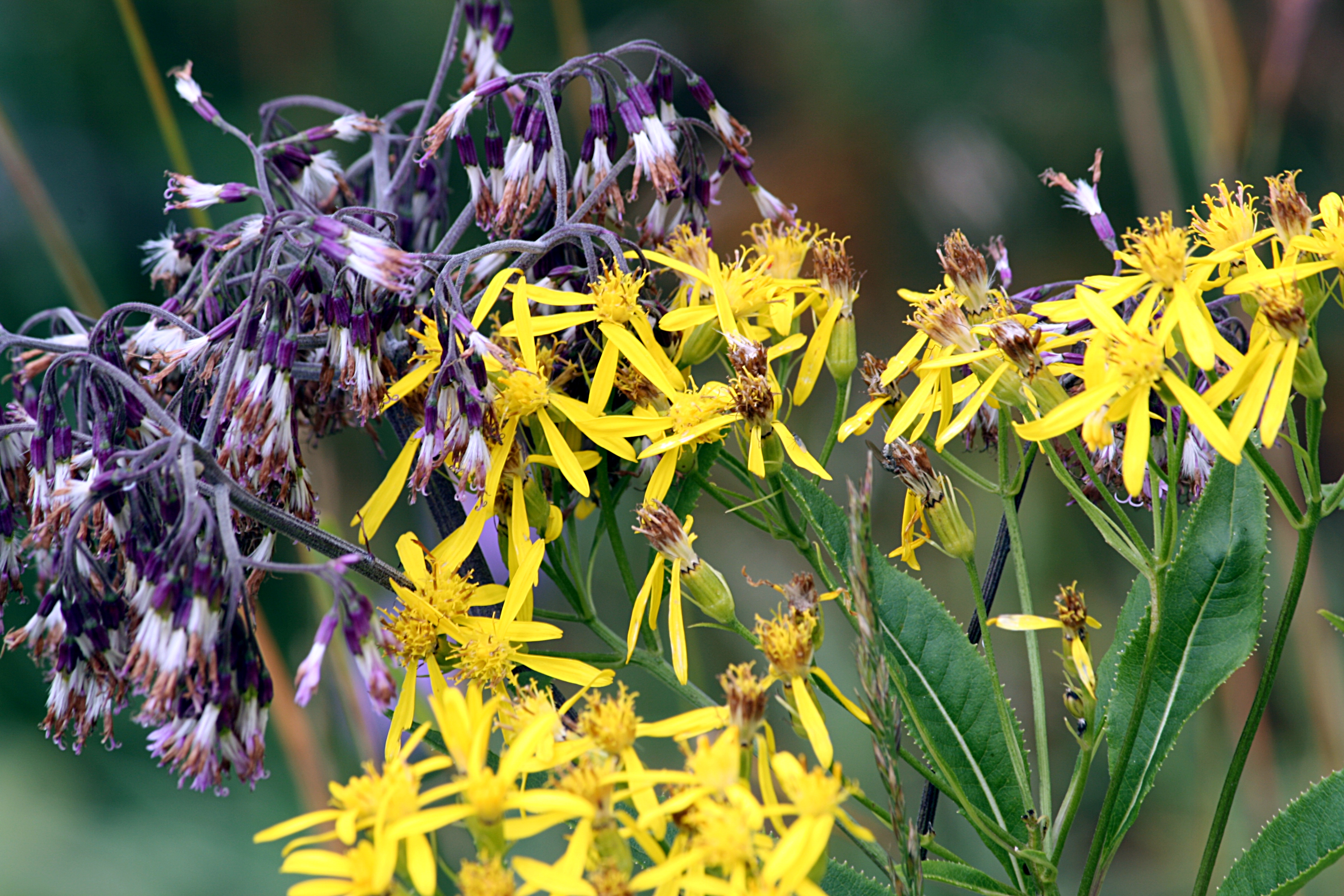
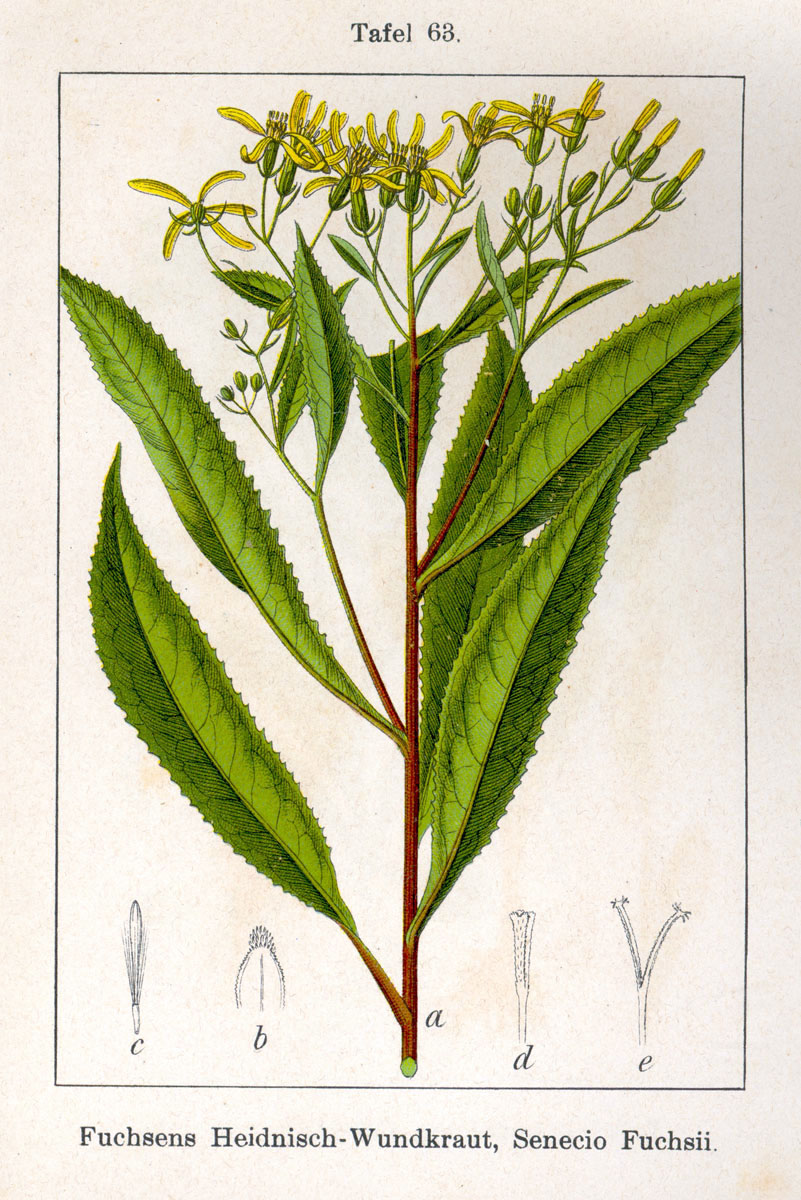
Rajz a növényről